# Christa Ehrlich
Christa Ehrlich (* 12. März 1903 in Wien; † 12. Februar 1995 in Den Haag) war eine österreichisch-niederländische Kunstgewerblerin. Sie entwarf für die Wiener Werkstätte und für die Zilverfabriek Voorschoten in den Niederlanden.

## Leben und Werk
Christine Anna Ehrlich war die Tochter von Carl Anton Ehrlich, dem Direktor des Automaterial-Verbands Wien. Vor ihrem Studium absolvierte sie von 1920 bis 1924 ein Volontariat in der Wiener Werkstätte. Sie entwarf hier hauptsächlich Tapeten- und Stoffmuster. Danach studierte sie an der Kunstgewerbeschule Wien unter anderem in der Keramik-Werkstätte bei Michael Powolny und in der Fachklasse Architektur bei Josef Hoffmann. Mehrere Modezeichnungen aus der Studienzeit wurden in der Zeitschrift Deutsche Kunst und Dekoration bereits veröffentlicht.
In der Zeit von 1925 bis 1927 war Ehrlich Mitarbeiterin in Hoffmanns Atelier. Eines ihrer Projekte war dabei die Fassung der Stuckreliefs im Haus Knips in Wien (1924/25). Für die Exposition internationale des arts décoratifs et industriels modernes in Paris 1925 erstellte sie die Malereien im österreichischen Pavillon. Nach ihrem Umzug in die Niederlande arbeitete sie von 1927 bis 1960 in der Zilverfabriek Voorschoten. Zuerst war sie als Designerin für die dort instustriell gefertigten Silberwaren tätig, später stieg sie zur Direktorin auf. Im Jahr 1939 erwarb sie die niederländische Staatsbürgerschaft.
Ehrlich entwarf Tapeten für die Wiener Firma Max Schmidt. Weiter fertigte sie Geschirr-Entwürfe für die Steingutfabrik Regout in Maastricht. Für die Königlich Niederländischen Edelmetallbetriebe schuf sie Designs für Silberwaren sowie Gebrauchsgrafiken. Ihre Plakatentwürfe lehnten sich in der Gestaltung eher an die niederländische De-Stijl-Bewegung als an die Geometrie der Wiener Werkstätte.

### Arbeiten (Auswahl)
- 1919: Keramik „Trauer“ Personifikation, Modellnummer: K 0367-27[3]
- 1924: Entwurf für ein Teekleid[4]
- 1924: Abendkleid[5]
- 1924: Sportkostüm[6]
- 1924: Entwurf für einen Damenschuh[7]
- 1926: WW-Stoff „Welleneck“[8]
- 1926: WW-Stoff „Malmö“[9]
- 1926: WW-Stoff[10]
- 1928: WW-Stoff[11]
- 1928: WW-Stoff[12]
- 1928: WW-Stoff[13]
- 1928: WW-Stoff Morelia (Originaltitel)[14]
- 1928: WW-Stoff „Morelia“[15]
- 1928: WW-Stoff „Upmia“[16]
- 1928: WW-Stoff[17]
- 1928: Silberarbeiten[18]
- ca. 1928–1941: Silbernes Teeservice mit Tablett[19]
- 1931: Kaffee Set[20]

## Ausstellungen
- 1924: Zeichnungen aus der Hoffmannschule, Museum für angewandte Kunst, Wien[21]
- 1925: Exposition internationale des arts décoratifs et industriels modernes Paris
- 1927: Europäisches Kunstgewerbe, Leipzig
- 1927: Kunstschau, Österreichisches Museum für Kunst und Industrie[22]
- 1927: Künstler im Kunsthandwerk und in der Industrie, Österreichisches Museum für Kunst und Industrie[23]
- 1927: Tentoonstelling van Oostenrijksche kunstnijverheid en bouwkunst, Leiden
- 1927/28: Oostenrijksche schilderijen en kunstnijverheid, Den Haag
- 1928: Das Schaufenster, Leipzig
- 1935: Silvertentoonstelling, Leiden
- 1982: Niederländisches Silber 1895–1935, Zons
- 1988: Niederlands Goud–, Zilver– en Klokken–Museum, Schoonhoven

posthum
- 2011: Frauensilber: Paula Straus, Emmy Roth & Co. – Silberschmiedinnen der Bauhauszeit, Museum beim Markt, Karlsruhe[24]
- 2011: Frauensilber: Paula Straus, Emmy Roth & Co. – Silberschmiedinnen der Bauhauszeit, Bröhan-Museum, Landesmuseum für Jugendstil, Art Deco und Funktionalismus, 1889 - 1939, Berlin
- 2021: Die Frauen in der Wiener Werkstätte, Museum für angewandte Kunst, Wien
- 2022: Christa Ehrlich – Pionier in design, Museum de Lakenhal, Leiden[25]

## Auszeichnungen
- 1925: Goldmedaille auf der Exposition internationale des arts décoratifs et industriels modernes in Paris